# Międzylesie (Ostróda)
Międzylesie (deutsch Abbau Thierberg) ist ein Ort in der polnischen Woiwodschaft Ermland-Masuren. Er gehört zur Gmina Ostróda (Landgemeinde Osterode in Ostpreußen) im Powiat Ostródzki (Kreis Osterode in Ostpreußen).

## Geographische Lage
Międzylesie liegt am Kanał Ostródzki an der nordöstlichen Stadtgrenze der Kreisstadt Ostróda (Osterode in Ostpreußen).

## Geschichte
Bis 1945 war Abbau Thierberg ein Wohnplatz innerhalb der Gemeinde Thierberg (polnisch Zwierzewo) im Kreis Osterode in Ostpreußen. Hier fand man zahlreiche Gegenstände in einem prähistorischen Gräberfeld.
Im Jahre 1945 kam der Abbau Thierberg in Kriegsfolge mit dem gesamten südlichen Ostpreußen zu Polen. Der bisherige Ortsteil von Thierberg wurde verselbständigt und erhielt zunächst die Bezeichnung „Kolonia Zwierzewo“, danach die Namensform „Międzylesie“. Heute gehört der Ort zur Landgemeinde Ostróda (Osterode i. Ostpr.) im Powiat Ostródzki (Kreis Osterode in Ostpreußen), bis 1998 der Woiwodschaft Olsztyn, seither der Woiwodschaft Ermland-Masuren zugehörig.

## Kirche
Die kirchliche Zugehörigkeit von Abbau Thierberg orientierte sich entsprechend dem Dorf  Thierberg zur Kreisstadt Osterode. Der Bezug nach Ostróda besteht sowohl evangelischer- als auch katholischerseits noch heute.

## Verkehr
Nach Międzylesie führt je eine Straße von Ostróda als auch von Warlity Wielkie (Warglitten bei Osterode). Ostróda ist die nächste Bahnstation und liegt an der von Posen kommenden Bahnstrecke Toruń–Tschernjachowsk.